# Nelly Ciobanu
Nelly Ciobanu, née le 28 octobre 1974 en Moldavie est une chanteuse moldave diplômée de l'Université de Tiraspol. 

## Eurovision 2009
Elle représente la Moldavie lors de la seconde demi-finale du Concours Eurovision de la chanson 2009 à Moscou, le 14 mai 2009, avec sa chanson Hora din Moldova (Danse de Moldavie). Parvenue en finale, elle obtient la 14e place.